# Hi hat

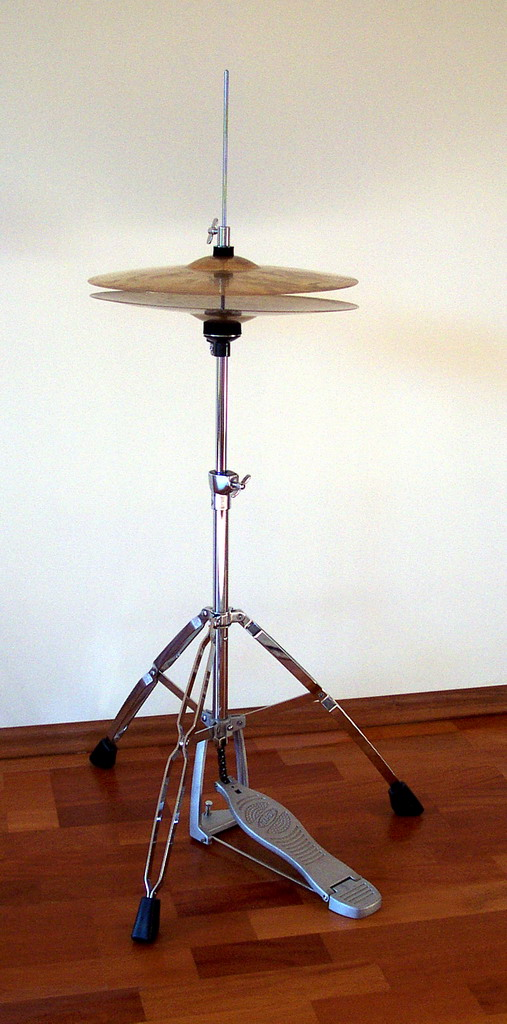
Hi-hat de una batería moderna.

El hi hat, también llamado charles o charleston, es una de las piezas bases de la batería, consistente en dos platillos de mismo tamaño que se pueden hacer sonar con baquetas y un pedal.

## Funcionamiento
El hi-hat consiste en dos platillos, montados sobre un trípode. Un pedal en la base de este acciona un mecanismo que los hace chocar. Un tornillo delgado atraviesa, a través de un tubo hueco, ambos platillos, conectándose con un pedal. El platillo superior está conectado con el tornillo por medio de un resorte, mientras que el platillo inferior permanece fijo, descansando sobre el tubo hueco. Las alturas del platillo superior y la del platillo inferior son ajustables, lo que permite modificar la altura y el grado de abertura.
También hay otro tipo de soporte de charles que funciona por presión. El tubo se elimina para dar paso a un cable flexible relleno de aire, que permite colocar el pedal y el hi-hat en lugares distintos. Normalmente el hi-hat se acopla a un rack. Esto es muy útil para los bateristas que usan varios charles, ya que permite poner uno en la mano derecha, y siendo casi todos los baterías internacionales diestros, viene muy bien para no cruzar constantemente.
Cuando se presiona el pedal, el platillo superior choca contra el inferior, (hi-hat cerrado). Cuando se libera, el platillo superior vuelve a su posición original, sobre el platillo inferior (hi-hat abierto). Una unidad de tensión controla la cantidad de presión requerida para hacer descender el platillo superior, así como la velocidad con la que este vuelve a su posición abierta.
De esta forma se crean dos tipos de golpe con el pie de hi hat: el golpe abierto y el golpe cerrado. El golpe abierto consiste en hacer chocar ambos platos y automáticamente dejarlos en su posición inicial, de forma que los platillos sigan vibrando y el sonido sea largo. El golpe cerrado o 'chick' que es no es sino cerrar el charles.
Los platillos del hi-hat suelen ser dos platos de 14 pulgadas, siendo el inferior (bottom) más pesado que el superior (top) para soportar el efecto del hi hat.
Algunos bateristas usan el hi hat suelto a una cierta altura, como  para poder usar el doble bombo o doble pedal.
La marca de platos Sabian sacó al mercado un triple hi-hat, diseñado por  Peter Kuppers. El triple hi-hat consiste en que al ser presionado el pedal, el plato de abajo sube, y el de arriba baja, golpeando los dos al plato que queda en el medio.